# Чарлі Джордж
Чарлі Джордж (англ. Charlie George; нар. 10 жовтня 1950, Лондон) — англійський футболіст, що грав на позиції півзахисника. Найбільш відомий за виступами за клуб «Арсенал», в якому став чемпіоном Англії, володарем Кубка Англії та володарем Кубка ярмарків, а також національну збірну Англії. У складі «Дербі Каунті» він став володарем Суперкубка Англії, у складі «Ноттінгем Форест» став володарем Суперкубка УЄФА, а в складі «Данді Юнайтед» чемпіоном Шотландії.

## Клубна кар'єра
Чарлі Джордж народився 1950 року в Лондоні, та є вихованцем футбольної школи клубу «Арсенал». У 1968 році розпочав професійну кар'єру в основній команді лондонських «канонірів», в якій грав до 1975 року, взявши участь у 133 матчах чемпіонату, в яких забив 31 гол. У складі «Арсеналу» Джордж став чемпіоном Англії, володарем Кубка Англії з футболу та володарем Кубка ярмарків.
У 1975 році Чарлі Джордж перейшов до клубу «Дербі Каунті», в якому цього року став володарем Суперкубка Англії. У складі команди грав до 1977 року, після чого керівництво клубу віддало футболіста в оренду до австралійського клубу «Сейнт Джордж Сейнтс», а в 1978 році продало до клубу Північноамериканської футбольної ліги «Міннесота Кікс». У 1978 році Джордж повернувся до Англії, та став гравцем клубу «Саутгемптон», утім керівництво клубу за короткий час віддало футболіста в оренду до його колишнього клубу «Дербі Каунті», а на початку 1980 року до клубу «Ноттінгем Форест», де нападник став володарем Суперкубка УЄФА. У 1981 році Чарлі Джордж перейшов до гонконзького клубу «Булова», в якому грав до 1982 року. У 1982 році футболіст знову повернувся до Англії, де грав за «Борнмут» та «Дербі Каунті». У 1983 році Джордж перейшов до шотландського клубу"Данді Юнайтед", проте за короткий час завершив виступи на футбольних полях.

## Виступи за збірну
У 1976 році Чарлі Джордж зіграв свій єдиний матч у складі національної збірної Англії, в якому забитим м'ячем не відзначився.

## Титули і досягнення
- Чемпіон Англії (1):

«Арсенал»: 1970–1971
- Володар Кубка Англії з футболу (1):

«Арсенал»: 1970–1971
- Володар Суперкубка Англії з футболу (1):

«Дербі Каунті»: 1975
- Чемпіон Шотландії (1):

«Данді Юнайтед»: 1982–1983
- Володар Кубка ярмарків (1):

«Арсенал»: 1969–1970
- Володар Суперкубка УЄФА (1):

«Ноттінгем Форест»: 1979